# Lecania madida
Lecania madida är en lavart som beskrevs av Reese Næsb. & Vondrák. Lecania madida ingår i släktet Lecania och familjen Ramalinaceae.   Inga underarter finns listade i Catalogue of Life.